# Brassiantha pentamera
Brassiantha pentamera är en benvedsväxtart som beskrevs av Albert Charles Smith. Brassiantha pentamera ingår i släktet Brassiantha och familjen Celastraceae. Inga underarter finns listade.